# جيلنجارية
الجيلنجارية هي قبعة اسكتلندية تقليدية مصنوعة من مادة صوفية سميكة، ومزينة بكرة في الأعلى، وفي كثير من الأحيان زينة على شكل وردة على الجانب الأيسر، وشريطين معلقين في الخلف.